# Phan Đức Hưởng
Phan Đức Hưởng (sinh 1951) là đại biểu Quốc hội Việt Nam khóa 12, thuộc đoàn đại biểu Vĩnh Long.

## Chức vụ
Ông từng giữ chức Bí thư đảng ủy khối các cơ quan tỉnh Vĩnh Long, Chủ tịch HĐND tỉnh Vĩnh Long, Phó bí thư thường trực Tỉnh ủy Vĩnh Long.
Ông nghỉ hưu từ ngày 20 tháng 6 năm 2011